# Nijmegen Eendracht Combinatie 2020-2021
Questa voce raccoglie le informazioni riguardanti il Nijmegen Eendracht Combinatie nelle competizioni ufficiali della stagione 2020-2021.

## Rosa
Aggiornata al 4 novembre 2020.
| N. |                        | Ruolo | Calciatore                 |
| -- | ---------------------- | ----- | -------------------------- |
| 1  | Paesi Bassi (bandiera) | P     | Mattjs Branderhorst        |
| 3  | Paesi Bassi (bandiera) | D     | Rens van Eijden (capitano) |
| 4  | Germania (bandiera)    | D     | Kevin Bukusu               |
| 5  | Paesi Bassi (bandiera) | D     | Gabriël Culhaci            |
| 6  | Paesi Bassi (bandiera) | C     | Jordy Bruijn               |
| 7  | Paesi Bassi (bandiera) | C     | Elayis Tavşan              |
| 8  | Paraguay (bandiera)    | C     | Édgar Barreto              |
| 10 | Germania (bandiera)    | C     | Jonathan Okita             |
| 11 | Paesi Bassi (bandiera) | C     | Ayman Sellouf              |
| 12 | Paesi Bassi (bandiera) | C     | Thomas Beekman             |
| 15 | Paesi Bassi (bandiera) | C     | Javier Vet                 |
| 16 | Paesi Bassi (bandiera) | D     | Souffian El Karouani       |

| N. |                        | Ruolo | Calciatore           |
| -- | ---------------------- | ----- | -------------------- |
| 18 | Belgio (bandiera)      | C     | Mathias De Wolf      |
| 20 | Paesi Bassi (bandiera) | C     | Joep van der Sluijs  |
| 21 | Paesi Bassi (bandiera) | C     | Syb van Ottele       |
| 22 | Paesi Bassi (bandiera) | P     | Norbert Alblas       |
| 23 | Paesi Bassi (bandiera) | A     | Anton Fase           |
| 26 | Paesi Bassi (bandiera) | D     | Cas Odenthal         |
| 28 | Paesi Bassi (bandiera) | D     | Bart van Rooij       |
| 31 | Paesi Bassi (bandiera) | P     | Job Schuurman        |
| 32 | Curaçao (bandiera)     | A     | Rangelo Janga        |
| 34 | Paesi Bassi (bandiera) | C     | Terry Lartey Sanniez |
| 71 | Paesi Bassi (bandiera) | C     | Dirk Proper          |
| 77 | Guyana (bandiera)      | C     | Terell Ondaan        |